# Mans kvinna
Mans kvinna är en roman av Vilhelm Moberg utgiven 1933.
Handlingen utspelar sig på 1790-talet. Märit är gift med bonden Påvel men blir kär i den fattige grannbonden Håkan.  Båda var gifta, och bokens Håkan representerar Moberg själv i hans roll som primitivistisk älskare. Boken tillkom med inspiration från Mobergs förhållande med Eva von Zweigbergk (även omnämnd som Eva Malm) åren 1932–1933.
Romanen filmatiserades 1945, se Mans kvinna (film).